# Kniphofia dubia
Kniphofia dubia är en grästrädsväxtart som beskrevs av De Wild. Kniphofia dubia ingår i Fackelliljesläktet som ingår i familjen grästrädsväxter. Inga underarter finns listade i Catalogue of Life.